# Museo Histórico Provincial Marqués de Sobremonte

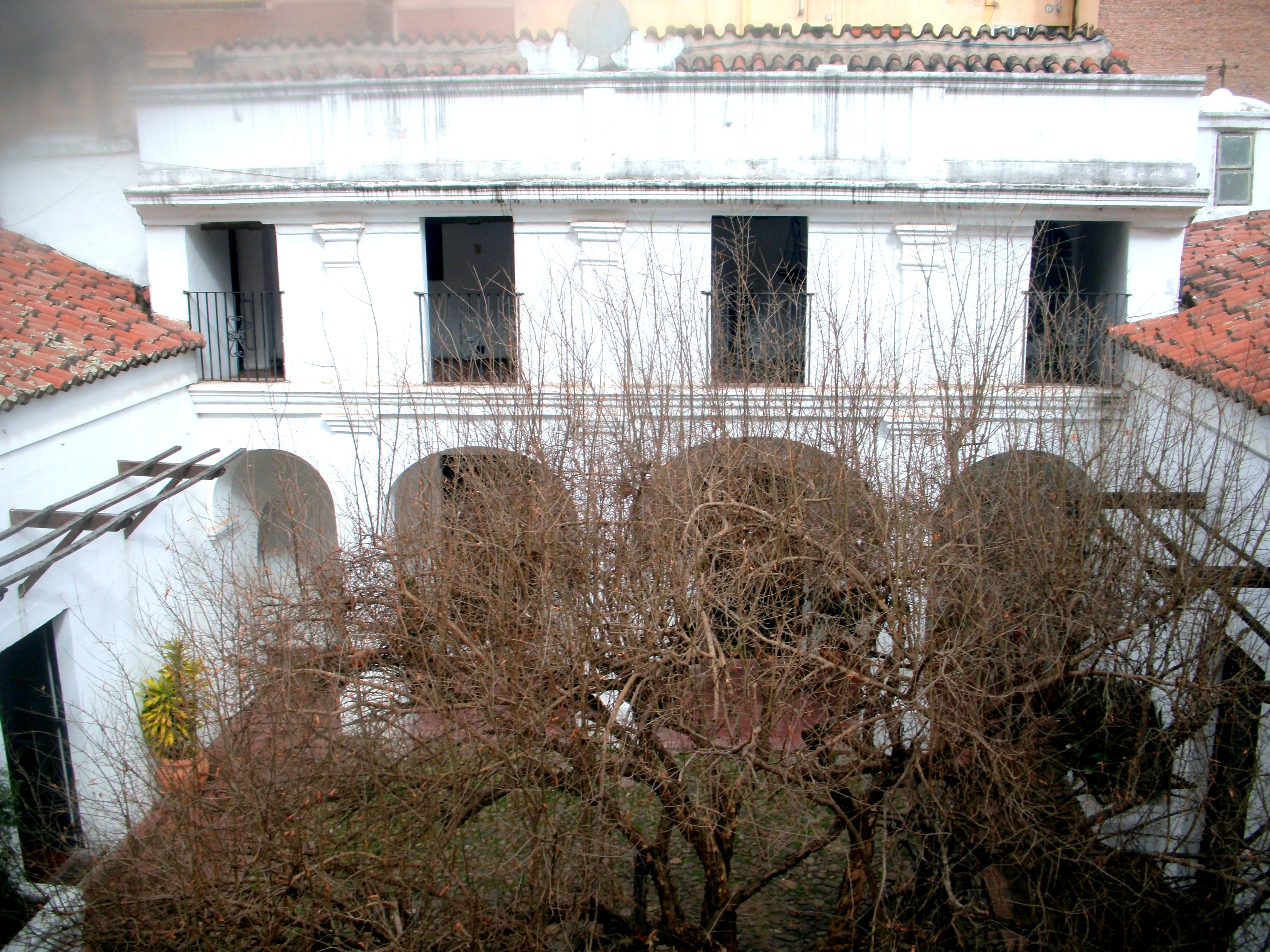
Patio interno de la casa del marqués.

El Museo Histórico Provincial Marqués de Sobremonte es un museo dependiente del estado provincial

## Ubicación y descripción
Se caracteriza por ubicarse en una esquina de manzana que se ha mantenido sin ochava ya que en este caso se respetó la integridad del edificio; de este modo se destaca la esquina a 90° con dos plantas, un balcón esquinero corrido y sobre el balcón un voladizo recubierto con tejas del tipo "muslera" (tejas hechas tradicionalmente usando como molde el muslo de los artesanos, muchas veces en situación de esclavitud).

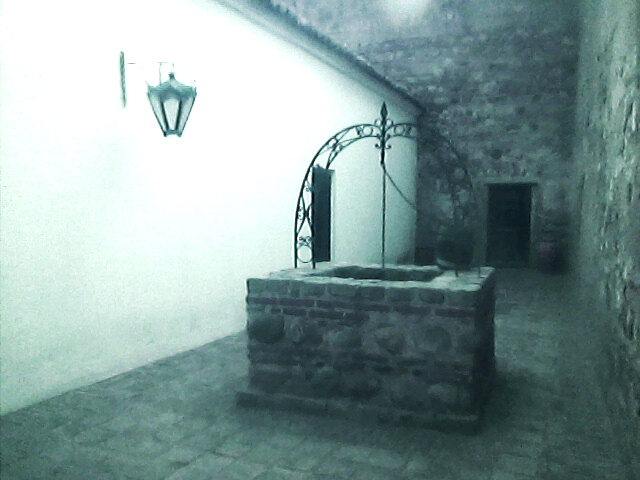
Aljibe colonial en un patio interior del museo.

En su interior alberga una capilla, el patio de honor, las colecciones de Wolf y Monseñor Pablo Cabrera, además de los objetos que adornan las diferentes salas. Todas las colecciones son de valor histórico: las de armas antiguas, las pinturas americanas, la imaginería religiosa, los muebles, mesas y sillas que decoran los diferentes ambientes y reflejan cómo era la vida cotidiana en la época colonial. En el patio de la casa y en algunas salas también suelen realizarse conciertos públicos.

## Historia
La casa fue edificada entre los años 1752 y 1760. Su primer propietario y constructor fue el comerciante español Don José Rodríguez. Entre los años 1783 y 1797, Rafael de Sobremonte más conocido como el Marqués de Sobremonte, alquiló la propiedad para su residencia, quien por esos años fue gobernador intendente de Córdoba del Tucumán y que posteriormente llegó a ser máxima autoridad en el Virreinato del Río de la Plata. Aquí el virrey Sobremonte, se escondió durante la primera invasión inglesa, para salvar los caudales del Virreinato durante las Invasiones Inglesas; cabe señalar que Rafael de Sobremonte tiene en la provincia de Córdoba un prestigio diferente al que tiene en otras provincias argentinas, ya que en Córdoba se destacó por su acción municipal y por el progreso de la ciudad y, mientras muchos porteños vieron su retirada a Córdoba como un acto de cobardía, en Córdoba la perspectiva fue la del funcionario que era leal a sus instrucciones: retirarse al Interior ante un invasor militarmente aventajado y desde Córdoba -a la que declaró capital del Virreinato- iniciar (con jefes criollos como Juan Bautista Bustos)  una exitosa contraofensiva que derrotó a los invasores.

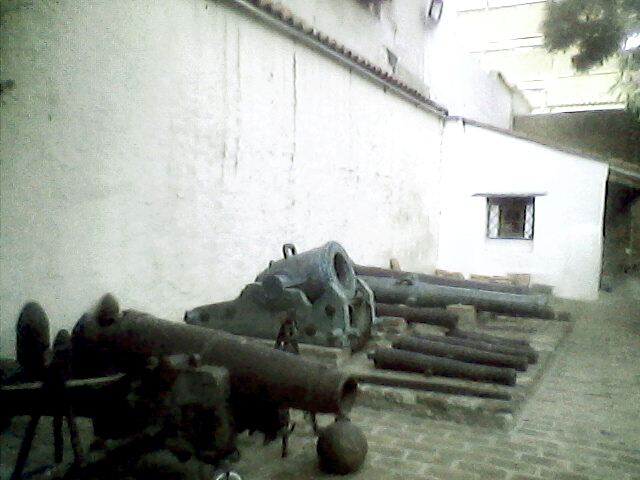
El patio de los cañones, y a su lado la ranchería de los esclavos de la Casa del Marqués de Sobremonte.

En 1919, gracias a la iniciativa de Monseñor Pablo Cabrera, el gobierno provincial de Rafael Núñez adquiere el inmueble para destinarlo al Museo Histórico Colonial y finalmente en 1941 la casa es declarada Monumento Histórico Nacional y el museo finalmente cambia de nombre al que lleva actualmente.
La casa es una combinación de vivienda solariega y casa de negocio y está distribuida en dos plantas con cinco patios y veintiséis habitaciones. El material de construcción predominante es el calicanto y posee un balcón voladizo a la calle sostenido por ménsulas de madera talladas. El zaguán está decorado con peinetones decorativos en la bóveda. En la planta baja, los muros son de mampostería mixta de piedra y ladrillo de un metro de espesor y rematan en techos abovedados. En torno al patio central se distribuyen los espacios de la vida social, con salas que abren sus puertas y ventanas hacia los macetones con plantas y flores. Aún conserva el mobiliario original, y muchos objetos con valor histórico.

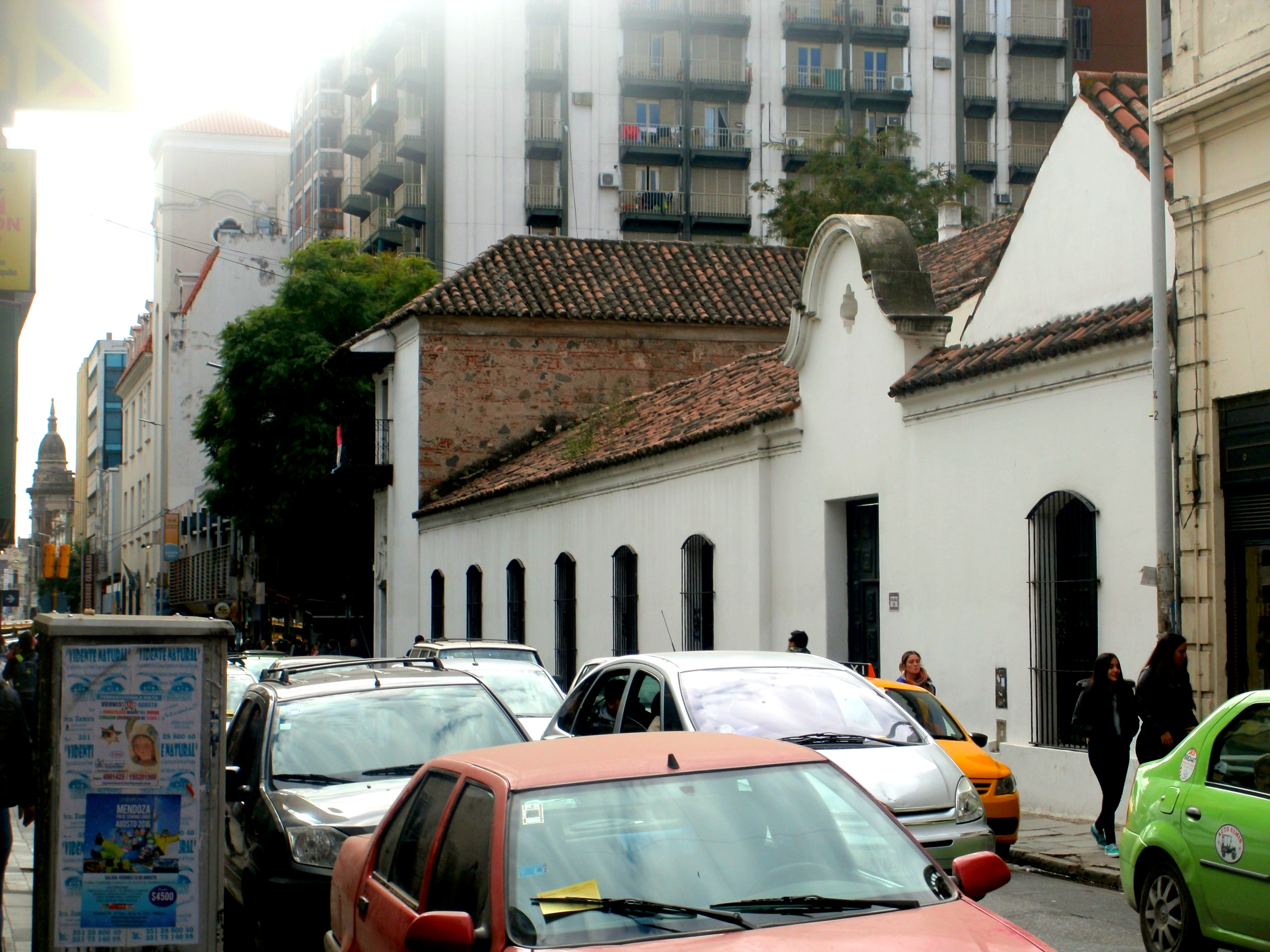
Vista de la edificación rodeada de edificaciones de altura.